# Ricky Martin
Pour les articles homonymes, voir Morales et Martin.
Ricky Martin né Enrique Martín Morales ([ˈrik̚.ki ˈmaɾ.tĩn]) est né le 24 décembre 1971 à San Juan, à Porto Rico, est un chanteur et acteur portoricain, naturalisé espagnol.
Ricky Martin est considéré comme le « roi de la pop latino-américaine ». Il a vendu plus de 90 millions d'albums.

## Biographie

### Origines et petite enfance
Ricky Martin est né le 24 décembre 1971 à Porto Rico, dans la ville de San Juan.
Il est le fils de Nereida Morales, comptable,, et Enrique Martín Negroni (fils d'Enrique Martín et Iraida Negroni Arizmendi), psychologue,,,. Ricky Martin décrit ses origines comme espagnoles (avec des ascendances basques du côté de deux de ses arrières-grands parents) et corse du côté de sa grand-mère paternelle, originaire du Cap Corse,,,.
Ses parents ont divorcé quand il avait deux ans et Ricky Martin a passé une grande partie de son enfance à déménager entre la maison de son père dans la banlieue de University Gardens, un quartier de classe moyenne de San Juan, et la maison de la mère de celui-ci.

### Carrière
À six ans, il apparaît dans des publicités. Passionné par la comédie et la musique, il prend des cours de chant avec Gus Schwarz, de théâtre et intègre en 1984 un boy band nommé « Menudo (en) ». Bien que Ricky Martin aimât voyager et se produire sur scène avec Menudo, il trouvait l'emploi du temps chargé et la gestion du groupe stricte et épuisante ; il dira plus tard que l'expérience avec Menudo « lui coûtait son enfance ».
Après cinq ans passés avec le groupe, il retourne à Porto Rico faire ses études puis part pour New York, puis Mexico où il obtient des rôles à la télévision avec Sasha Sokol avant de se lancer ensuite en solo. À l'âge de dix-neuf ans, il réalise son premier album (éponyme) en 1991 qui se vend très bien en Amérique latine aussi aux États-Unis.
Il décroche ensuite un rôle en 1994 dans la série télévisée Hôpital central, puis joue dans la comédie musicale Les Misérables à Broadway.
Il enregistre en 1995 l'album A medio vivir dont est extrait le hit Maria (Un, dos, tres) (sorti en 1996 en Espagne puis en 1997 en France). Ricky Martin est alors propulsé sur la scène internationale.
En 1998, le chanteur sort La copa de la vida à l'occasion de la coupe du monde de football.
Il obtient de nouveau un succès international avec la chanson Livin' la vida loca extrait de son deuxième album éponyme en 1999. Son album devient l'un des albums les plus vendus de 1999, et a été certifié 7 fois disque de platine aux États-Unis, se vendant à plus de 15 millions d'exemplaires dans le monde.
Puis il enregistre ses albums Sound Loaded (en 2000), Almas del silencio (en 2003) et Life (2005) (ce dernier ayant un succès plus modéré).
En 2007, il enregistre avec le chanteur italien Eros Ramazzotti la chanson Non Siamo Soli (dans laquelle Ricky Martin chante en italien) qui rencontre un petit succès en Italie. Il existe également une version espagnole (titrée No Estamos Solos).
N'ayant pas sorti d'albums depuis 2005, il fait son retour avec son neuvième album Música + alma + sexo en janvier 2011. Celui-ci est certifié disque de diamant pour des ventes de plus de 300 000 exemplaires ; il s'est vendu à 112 000 exemplaires aux États-Unis en février 2015.
En 2013, il rejoint l'équipe des coaches de la saison 2 de The Voice en Australie, en remplacement de Keith Urban. La même année, il opère également un retour musical en sortant une nouvelle chanson intitulée Come with Me. Il gardera son rôle de coach pendant 3 saisons avant de céder sa place à Ronan Keating en 2016.
Il a participé à un épisode de la série Glee (The Spanish Teacher en anglais) en interprétant le rôle d'un professeur d'espagnol. Il fait un duo avec Naya Rivera (Santana Lopez) sur La isla bonita de Madonna, et chante aussi LMFAO dans l'épisode.
En 2014, il est invité sur le single Adrenalina en compagnie de Jennifer Lopez, extrait de l'opus Regreso del sobreviviente, du rappeur Wisin.
Il travaille en parallèle à la réalisation de son dixième album studio A quien quiera escuchar pour le début de l'année 2015, dont le premier single s'intitule Adios, lancé en septembre 2014. Avec l'album A Quien Quiera Escuchar, Ricky Martin a remporté le Grammy Award du meilleur album de Latin Pop, ce qui est son deuxième Grammy award à ce jour.
En avril 2015, sort le 3e single extrait de cet album La Mordidita (en duo avec Yotuel Romero) dont le clip vidéo réalisé en Colombie a plus d'un milliard de vues sur YouTube en 2018. C'est un énorme succès commercial en Espagne et dans plusieurs pays d'Amérique latine, reçoit des critiques positives et est certifié disque de platine ; il atteint également la 6e place du US Billboard Hot Latin Songs. La musique mêle le style salsa, cumbia, et reggaeton,,.
En 2015, il sort le single Mr. Put It Down en collaboration avec le rappeur cubano-américain Pitbull. C'est une chanson de dance-pop avec une influence de club et de disco et des éléments des styles musicaux des années 1970 et 1980. Les critiques ont comparé la chanson aux œuvres de plusieurs artistes tels que Michael Jackson, Earth, Wind & Fire et Justin Timberlake. La chanson se classe 1re au Top US Dance Club, en juin 2015, figurant aussi dans le Top Dance Club Songs du Billboard et a également atteint la 91e place des classements des singles en Australie.
Le 22 septembre 2016, Ricky Martin a sorti une nouvelle chanson Vente Pa'Ca avec le chanteur colombien Maluma ; la chanson est un succès commercial dont le clip a plus'un milliard de vues sur YouTube en juin 2017.
En avril 2017, il est annoncé que Ricky Martin a rejoint le casting pour la deuxième saison d'American Crime Story (titré The Assassination of Gianni Versace: American Crime Story). Dans cette saison, il interprète Antonio D'Amico (compagnon de Versace) aux côtés d'Édgar Ramírez (dans le rôle de Gianni Versace), Penelope Cruz (interprétant Donatella Versace) et Darren Criss (interprétant Andrew Cunanan). La saison comporte 9 épisodes qui sont diffusés entre janvier et mars 2018.
Ricky Martin sort son single Fiebre en duo avec Wisin y Yandel le 23 février 2018.
Il a été producteur de la série de concours de chant La Banda (série télévisée).
En 2020, l'artiste portoricain annonce l'arrivée de son onzième album prévue pour février. Movimiento en collaboration avec Bad Bunny et Residente.
Cet album concept est rythmé d'influence afro-caraïbéennes et sera emprunt des événements sociaux survenue à Puerto Rico en juillet 2019. Notamment porté par les titres Càntalo, la balade romantique, Tiburones et le hit Movimiento, titre éponyme de l'album.
Ricky Martin donne également le coup d'envoi de sa tournée mondiale le Movimiento Tour le 7 février 2020 à Puerto Rico.
En avril 2021, avec Carlos Vives, ils lancent le clip de Canción Bonita qui est tourné à Porto Rico. Cette vidéo est réalisée par Carlos Pérez (le même créateur du clip  « Despacito »).
Le 31 mai 2023, il annonce sur les réseaux sociaux l'arrivée d'une tournée nord-américaine (The Trilogy Tour) qu'il animera avec ses amis de longue date Pitbull et Enrique Iglesias.

### Porte-parole des manifestations de 2019 à Porto Rico et retour musical
Le 13 juillet 2019, le centre de journalisme d'investigation révèle 900 pages de conversations entre le gouverneur de Porto Rico Ricardo Rosselló et de hauts responsables locaux sur la messagerie Telegram, dans lesquels ils tiennent des propos sexistes et homophobes envers des leaders de l'opposition, des journalistes et des personnalités publiques. Rosselló est très impopulaire à cause de la fermeture de centaines d'écoles publiques en mai 2017 à cause d'une banqueroute de l'île, de la non-reconstruction toujours en 2019 de nombreuses infrastructures après leur destruction par l'ouragan Maria en 2017, de la corruption qui a aggravé les deux problèmes précédents en détournant 15 millions de dollars destinés à la reconstruction, et du refus de Rosselló de reconnaître durant un an que l'ouragan Maria avait fait des milliers de victimes (officiellement il en a fait 3 000 à Porto Rico et le vrai bilan est probablement de 4 645 morts). 
La révélation des messages sexistes et homophobes sont le déclencheur de gigantesques manifestations réclamant sa démission. Or, Ricky Martin, ouvertement homosexuel, était personnellement visé par les moqueries de Rosselló. Il devient alors le porte-parole du mouvement, aux côtés des rappeurs Bad Bunny (qui interrompt sa tournée en Europe pour participer au mouvement) et René Perez (« Residente » de Calle 13). Ricky Martin en profite alors pour répondre « Ricardo Rossello, tu n'es pas seulement cynique, tu es aussi machiavélique. ». Devant l'ampleur de la contestation, Rosselló annonce le 21 juillet qu'il ne briguera pas un nouveau mandat en 2020. Le 23 juillet 2019, une manifestation réunit au moins 500 000 personnes, sur une population totale de l'île de 3,2 millions d'habitants, et bloque la principale artère de la capitale San Juan. Le 25 juillet, dans une vidéo diffusée par le gouvernement, Ricardo Rosselló présente sa démission, qui sera effective le 2 août.
En mai 2020, Ricky Martin lance officiellement son album composé de deux chapitres Pausa & Play et en raison de la pandémie mondiale de Covid-19, il est obligé de mettre fin à sa tournée mondiale Movimiento Tour 2020. L'album reçoit des nominations au Grammy dans différentes catégories et remporte également deux prix.
L'album PLAY sortira quant à lui deux ans après, le 13 juillet 2022, porté par le single Ácido Sabor.

### Vie privée
Il est le père de deux garçons, Valentino et Matteo, nés en août 2008 grâce à une mère porteuse.
Ricky Martin a révélé qu'il était homosexuel, dans une lettre publiée le 29 mars 2010 sur son site internet. Il y affirme que ce « coming out » a été le fruit d'un « processus très intense ». Il ajoute également qu'il se sent désormais « libéré d'un poids, d'une vérité pesante »,. Par ailleurs, il a obtenu la nationalité espagnole dans le but de se marier en Espagne avec son compagnon, le financier Carlos González Abella,. Il est naturalisé espagnol en 2011. Cependant, en janvier 2014, la rupture de Ricky Martin avec son compagnon a été officialisée.
En 2016, il commence à fréquenter Jwan Yosef (en), un artiste peintre suédois d'origine syrienne, de 13 ans son cadet. Il déclare mercredi 10 janvier 2018 sur la chaîne de télévision E! s'être marié avec son compagnon, sans préciser toutefois la date de leur mariage.
Le 31 décembre 2018, ils annoncent la naissance de leur premier enfant, une fille prénommée Lucía.
Le 28 octobre 2019, il est à nouveau père, un garçon prénommé Renn Martin-Yosef.
Courant 2023, il annonce sa séparation avec son deuxième mari Jwan Yosef (en).

## Affaires judiciaires
En septembre 2022, le neveu du chanteur Dennis Martin porte plainte contre Ricky Martin pour agression sexuelle. En 2023, Dennis Martin retire sa plainte, le juge a déclaré « Il n’y a jamais eu plus ici qu’une personne troublée faisant de fausses allégations sans rien pour les étayer. ».

## Style musical et influences
Ricky Martin possède une voix de baryton. Il cite une variété de genres musicaux latins comme influences, y compris la salsa, le merengue et le boléro. Il est également inspiré dès son enfance par Gilberto Santa Rosa et des artistes hispaniques tels que Fania All-Stars, Celia Cruz, El Gran Combo. Ricky Martin cite que ces musiciens (certains originaires de Porto Rico) l'ont aidé à « apprécier la richesse de la culture de sa terre natale ». Ses autres influences sont Michael Jackson, Cher, Madonna, George Michael, Elvis Presley, Sting, Barbra Streisand et Daniel Day-Lewis.

## Discographie

### Albums

#### Albums studio
- Ricky Martin (1991)
- Me amarás (1993)
- A medio vivir (1995)
- Vuelve (1998)
- Ricky Martin (1999)
- Sound Loaded (2000)
- Almas del silencio (2003)
- Life (2005)
- Música + alma + sexo (2011)
- A quien quiera escuchar (2015)

#### EP
- Pausa (2020)
- Play (2022)

#### Compilations
- La historia (2001)
- The Best of Ricky Martin (2001)
- Ricky Martin 17 (2008)

#### Albumslive
- MTV Unplugged (2006)
- Black & White Tour (2007)

### Participations
- Enta Omri, sur l'album Rai'n'B Fever 2 (2006) de Kore, titre jamais commercialisé
- Más y más, sur l'album Vida (2013) de Draco Rosa
- It’s alright, en duo avec M. Pokora
- No importa la distancia, sur l'album de la BO de Hercule ( 1997 film d'animation de Disney )

### Chansons à succès
Extrait de A medio vivir :
- 1995 : (Un, dos,tres) María
- 1995 : Te extraño, te olvido, te amo

Extrait de Vuelve :
- 1998 : La copa de la vida (The Cup of Life) (hymne non officiel de la Coupe du monde de football de 1998)
- 1998 : La bomba

Extraits de Ricky Martin (1999) :
- 1999 : Livin’ la vida loca
- 1999 : She's All I Ever Had
- 1999 : Shake Your Bon-Bon
- 2000 : Private Emotion (featuring Meja)

Extraits de Sound Loaded :
- 2000 : She Bangs
- 2001 : Nobody Wants to Be Lonely (duo avec Christina Aguilera)
- 2001 : Loaded

Extraits de Almas del silencio :
- 2003 : Jaleo
- 2003 : Tal vez

Extraits de Life :
- 2005 :  I Don't Care (feat. Fat Joe & Amerie) (titre RnB contemporain)
- 2005 : Drop It on Me (feat. Daddy Yankee) (reggaeton)
- 2006 : It's Alright en duo avec M. Pokora

Extraits de Música + alma + sexo :
- 2010 : The Best Thing About Me Is You (feat. Edita)
- 2011 : Más
- 2011 : Frío (feat. Wisin y Yandel)
- 2011 : Samba en duo avec Cláudia Leite

Extraits de  A quien quiera escuchar :
- 2014 : Adiós
- 2015 : Disparo al corazón
- 2015 : La mordidita
- 2015 : Perdóname

Extraits de  Movimiento :
- 2019 : Cántalo
- 2020 : Tiburones

Hors albums :
- 2014 : Adrenalina en duo avec Jennifer Lopez et Wisin
- 2014 : Vida extrait de l'album de la coupe du monde 2014 One Love, One Rhythm
- 2016 : Vente pa' ca (featuring Maluma)
- 2018 : Fiebre (featuring Wisin y Yandel)
- 2019 : No Se Me Quita en duo avec Maluma
- 2021 : Canción Bonita, (Avec. Carlos Vives).

## Filmographie

### Comme acteur
- 1987 : Por siempre amigos (série télévisée) : Ricky
- 1991 : Alcanzar una estrella II (série télévisée) : Pablo Loredo
- 1992 : Más que alcanzar una estrella : Enrique
- 1994 : Hôpital central (série télévisée) : Miguel Morez (1994-1995)
- 1996 : Barefoot in Paradise (série télévisée) : Sandoval
- 1997 : Hercule : Hercule, voix (en version espagnole)
- 2002 : Les Diables : Brian Rodriquez
- 2003 : Ricky Martin: En la intimidad (TV) : guest star
- 2012 : Glee : David Martinez (saison 3, épisode 12)
- 2014 : Dreamland (es) (série télévisée) Ricky Martin y joue un producteur de maison de disque (saison 1, épisodes 1 et 2)
- 2018 : American Crime Story - Versace : Antonio D'Amico
- 2024 : Palm Royale : Robert